# Experimentum crucis
Als experimentum crucis (lat. 
„Kreuzesversuch“) bezeichnet man in der Wissenschaftstheorie ein Experiment, dessen Scheitern die dem Experiment zugrunde liegende Theorie falsifiziert oder überwindet. 

## Geschichte
Die Bezeichnung geht auf den Philosophen und Staatsmann Francis Bacon zurück (Instantias crucis entsprechend Fakten, die einem Orientierungszeichen an einer Wegkreuzung entsprechen, in Novum Organum, Buch 2, Aphorismus 36), von dem es Isaac Newton übernahm, der sein Prismenexperiment 1672 so bezeichnete. Karl Popper erblickte in dem Vorhandensein eines experimentum crucis ein Gütekriterium von wissenschaftlichen Theorien. Popper kam dabei zum Schluss, dass die systematische Unmöglichkeit eines experimentum crucis in der seinerzeit als unwiderlegbar gepriesenen Theorie Sigmund Freuds einen entscheidenden Makel darstellt.

## Kritik
Die positivistische Idee des experimentum crucis wird in der heutigen Wissenschaftstheorie in seiner fundamentalen Bedeutung für wissenschaftlichen Fortschritt angezweifelt; denn jedes Experiment gestattet nur eine Partikularaussage.
Weil Experimente zur Überprüfung von Hypothesen ihrerseits Hilfshypothesen bedürfen, können sie nach der Duhem-Quine-These auch nicht eine zu prüfende Hypothese endgültig falsifizieren. Denn es ist ebenso möglich, dass die verwendeten Hilfshypothesen falsch sind.
Die Wissenschaftsgeschichte kann zudem zeigen, dass die Entstehung und Durchsetzung einer bestimmten Alternative zu einer bisherigen Theorie an bestimmte geschichtliche Situationen gebunden ist und sich unter Umständen, trotz unbestreitbarer Überlegenheit, nur langsam durchsetzt. Unter bestimmten geschichtlichen Situationen können sie sich sogar überhaupt nicht durchsetzen, wie wissenschaftliche Erfindungen z. B. im kaiserzeitlichen China zeigen. Wissenschaftliche Revolutionen können sich nach Thomas Kuhn meist erst dann durchsetzen, wenn frühere vorherrschende Theorien stark in der Krise sind, einflussreiche Vertreter bisheriger Theorien wegsterben und die neue Theorie in das jeweils aktuelle Weltbild möglichst noch besser hineinpasst.